# Bogusław Radziwiłł
Bogusław Radziwiłł, (in lituano Boguslavas Radvila e in bielorusso Багуслаў Радзівіл?) (Danzica, 3 maggio 1620 – Königsberg, 31 dicembre 1669), è stato un nobile polacco, era un discendente di Zawisza Czarny.

## Biografia
Bogusław fu l'ultimo rappresentante maschile della linea luterana dei principi Radziwiłł. Era il figlio del principe Janusz Radziwiłł, e di sua moglie, la principessa Elisabetta Sofia di Brandeburgo, figlia dell'elettore Giovanni Giorgio di Brandeburgo.
Discendeva da Casimiro IV di Polonia, Kęstutis e Vitoldo. Per nascita era un principe imperiale del Sacro Romano Impero.

## Carriera
Radziwiłł era il proprietario di Biržai, Dubingiai, Słuck e Kopyta. Dal 1638 fu nominato chorąży della Lituania, dal 1648 fu maestro di stalla e lo Starosta di Bar. Radziwiłł era governatore del ducato di Prussia (Brandeburgo-Prussia) dal 1657.
Dal 1637 al 1648 Radziwiłł studiò all'estero: in Germania, Paesi Bassi, Inghilterra e Francia.
Per diversi decenni, gli interessi tra la famiglia Radziwiłł e il Commonwealth polacco-lituano avevano cominciato a svanire, poiché Radziwłł era meno soddisfatto dello status di magnate della famiglia e della sua immensa ricchezza e cominciò a desiderare più potere politico.
Insieme a suo cugino Janusz Radziwiłł nel 1654 durante Il diluvio, o l'invasione svedese della Polonia, Bogusław Radziwiłł iniziò le trattative con il re Carlo X Gustavo di Svezia per rompere con il Commonwealth. Firmarono un trattato in base al quale fu fondata l'Unione Svedese-Lituana e Radziwiłł avrebbe governato su due ducati (ciò è stato confermato anche in un altro trattato, il trattato di Radnot).
La sconfitta svedese e la ritirata dai territori del Commonwealth interruppero bruscamente i piani di Janusz e Bogusław. Il primo morì nel castello di Tykocin assediato dalle forze fedeli al Commonwealth, mentre Bogusław si ritirò con le sue truppe in Prussia, dove sostenne Federico Guglielmo, elettore di Brandeburgo, contro il re polacco. Nella battaglia di Prostki dell'8 ottobre 1656, le forze di Bogusław furono decimate dalle forze del Commonwealth sotto Wincenty Korwin Gosiewski. Lo stesso Radziwiłł fu catturato dai Tartari, che inizialmente lo ridussero in schiavitù e volevano trasportarlo in Crimea. Dopo accese discussioni con i comandanti tartari, fu consegnato a Gosiewski.

## Matrimonio
Boguslaw sposò Anna Maria Radziwiłł, l'unica figlia di Janusz Radziwiłł. Ebbero una figlia:
- Ludwika Karolina Radziwiłł (27 febbraio 1667-25 marzo 1695)

Sia le linee di Bogusław che quelle di Janusz della famiglia Radziwiłł si estinsero dalla generazione successiva.
In Polonia si ritiene che l'unico risultato duraturo di Bogusław e Janusz sia stato quello di infangare il nome della famiglia Radziwiłł con il loro tradimento, eclissando le azioni di altri Radziwiłł come Michał Kazimierz Radziwiłł, che ha combattuto per la Corona e il Commonwealth contro gli svedesi. Bogusław è l'acerrimo nemico in un romanzo di Henryk Sienkiewicz, The Deluge.

## Morte
Boguslaw morì in esilio il 31 dicembre 1669 a Königsberg. Era l'ultimo membro maschio calvinista della sua famiglia. Le sue proprietà e il compito di proteggere la Chiesa riformata polacca passarono alla sua unica figlia, la principessa Ludwika Karolina.

## Ascendenza
|                                                    |                                                 |                                                | Genitori                               |  |  | Nonni |  |  | Bisnonni          |  |  | Trisnonni      |  |
|                                                    |                                                 |                                                |                                        |  |  |       |  |  | Mikołaj Radziwiłł |  |  | Jerzy Radzwiłł |  |
|                                                    |                                                 |                                                |                                        |  |  |       |  |  | Mikołaj Radziwiłł |  |  | Jerzy Radzwiłł |  |
|                                                    |                                                 | Barbara Koła                                   |                                        |  |  |       |  |  | Mikołaj Radziwiłł |  |  |                |  |
| Krzysztof Mikołaj Radziwiłł                        |                                                 |                                                |                                        |  |  |       |  |  | Mikołaj Radziwiłł |  |  |                |  |
|                                                    |                                                 | Katarzyna Tomicka                              | Jan Tomicki                            |  |  |       |  |  |                   |  |  |                |  |
|                                                    |                                                 | Katarzyna Tomicka                              | Jan Tomicki                            |  |  |       |  |  |                   |  |  |                |  |
|                                                    |                                                 | Katarzyna Tomicka                              | Barbara Potulicka                      |  |  |       |  |  |                   |  |  |                |  |
| Janusz Radziwiłł                                   |                                                 | Katarzyna Tomicka                              |                                        |  |  |       |  |  |                   |  |  |                |  |
|                                                    |                                                 | Konstanty Wasyl Ostrogski                      | Konstanty Ostrogski                    |  |  |       |  |  |                   |  |  |                |  |
|                                                    |                                                 | Konstanty Wasyl Ostrogski                      | Konstanty Ostrogski                    |  |  |       |  |  |                   |  |  |                |  |
|                                                    |                                                 | Konstanty Wasyl Ostrogski                      | Aleksandra Słucka                      |  |  |       |  |  |                   |  |  |                |  |
| Katarzyna Ostrogska                                |                                                 | Konstanty Wasyl Ostrogski                      |                                        |  |  |       |  |  |                   |  |  |                |  |
|                                                    |                                                 | Zofia Tarnowska                                | Jan Tarnowski                          |  |  |       |  |  |                   |  |  |                |  |
|                                                    |                                                 | Zofia Tarnowska                                | Jan Tarnowski                          |  |  |       |  |  |                   |  |  |                |  |
|                                                    |                                                 | Zofia Tarnowska                                | Zofia Szydłowiecka                     |  |  |       |  |  |                   |  |  |                |  |
| Bogusław Radziwiłł                                 |                                                 | Zofia Tarnowska                                |                                        |  |  |       |  |  |                   |  |  |                |  |
|                                                    | Gioacchino II, principe elettore di Brandeburgo | Gioacchino I, principe elettore di Brandeburgo |                                        |  |  |       |  |  |                   |  |  |                |  |
|                                                    | Gioacchino II, principe elettore di Brandeburgo | Gioacchino I, principe elettore di Brandeburgo |                                        |  |  |       |  |  |                   |  |  |                |  |
|                                                    | Gioacchino II, principe elettore di Brandeburgo | Elisabetta di Danimarca                        |                                        |  |  |       |  |  |                   |  |  |                |  |
| Giovanni Giorgio, principe elettore di Brandeburgo | Gioacchino II, principe elettore di Brandeburgo |                                                |                                        |  |  |       |  |  |                   |  |  |                |  |
|                                                    |                                                 | Maddalena di Sassonia                          | Giorgio, duca di Sassonia              |  |  |       |  |  |                   |  |  |                |  |
|                                                    |                                                 | Maddalena di Sassonia                          | Giorgio, duca di Sassonia              |  |  |       |  |  |                   |  |  |                |  |
|                                                    |                                                 | Maddalena di Sassonia                          | Barbara Jagellona                      |  |  |       |  |  |                   |  |  |                |  |
| Elisabetta Sofia di Brandeburgo                    |                                                 | Maddalena di Sassonia                          |                                        |  |  |       |  |  |                   |  |  |                |  |
|                                                    |                                                 | Gioacchino Ernesto, principe di Anhalt         | Giovanni IV, principe di Anhalt-Zerbst |  |  |       |  |  |                   |  |  |                |  |
|                                                    |                                                 | Gioacchino Ernesto, principe di Anhalt         | Giovanni IV, principe di Anhalt-Zerbst |  |  |       |  |  |                   |  |  |                |  |
|                                                    |                                                 | Gioacchino Ernesto, principe di Anhalt         | Margherita di Brandeburgo              |  |  |       |  |  |                   |  |  |                |  |
| Elisabetta di Anhalt-Zerbst                        |                                                 | Gioacchino Ernesto, principe di Anhalt         |                                        |  |  |       |  |  |                   |  |  |                |  |
|                                                    |                                                 | Agnese di Barby-Mühlingen                      | Volfango I, conte di Barby-Mühlingen   |  |  |       |  |  |                   |  |  |                |  |
|                                                    |                                                 | Agnese di Barby-Mühlingen                      | Volfango I, conte di Barby-Mühlingen   |  |  |       |  |  |                   |  |  |                |  |
|                                                    |                                                 | Agnese di Barby-Mühlingen                      | Agnese di Mansfeld                     |  |  |       |  |  |                   |  |  |                |  |
|                                                    |                                                 | Agnese di Barby-Mühlingen                      |                                        |  |  |       |  |  |                   |  |  |                |  |